# Luiz Roberto Nascimento Silva
Luiz Roberto Nascimento Silva (Rio de Janeiro, 27 de agosto de 1952) é advogado, graduado em Ciências Jurídicas e Sociais e Mestre em Direito Econômico pela Faculdade Nacional de Direito da Universidade Federal do Rio de Janeiro-UFRJ. Extensão em administração pública pelo Institut International d'Administration Publique de Paris. É membro do Conselho Consultivo da Fundação Getúlio Vargas.

## Biografia
Foi Ministro da Cultura do Governo Itamar Franco. Após ter participado como advogado da elaboração da Lei do Audiovisual oficialmente Lei Federal 8685/93 foi o responsável em sua gestão no Ministério da Cultura 15 de dezembro de 1993 a 31 de dezembro de 1994 pela sua implantação, concebendo  o conjunto de Instruções Normativas firmadas com a Secretaria da Receita Federal e  Comissão de Valores Mobiliários (CVM) que estruturaram o novo marco legal.
Em 2002 mudou-se para Minas Gerais. Foi Secretário de Estado de Cultura de Minas Gerais no período de 2003 a 2005 do Governo Aécio Neves. Em sua gestão foi concebido e implantado o maior projeto de recuperação de peças barrocas roubadas e desaparecidas realizado no Brasil. Logo após assumir a Secretaria em janeiro de 2003, imaginou o Departamento do Audiovisual que não existia no organograma da Secretaria de Estado de Cultura e implantou o programa “Filme em Minas” que se transformou em um novo programa para a produção de longas metragens no Estado de Minas Gerais. Concebeu as linhas gerais do Fundo Estadual de Cultura que viria a ser adotado tempos depois. É advogado, graduado em Ciências Jurídicas e Sociais e Mestre em Direito Econômico pela Faculdade Nacional de Direito da Universidade Federal do Rio de Janeiro - UFRJ
É membro do Conselho Consultivo da Fundação Getúlio Vargas.
Recebeu as mais importantes Medalhas e Condecorações do Governo Federal e do Governo do Estado de Minas Gerais. Assim a medalha da Ordem do Mérito Militar foi uma delas.
Atualmente reside e trabalha em Belo Horizonte e no Rio de Janeiro.

## Obras jurídicas
- “A Inconstitucionalidade da Correção Monetária introduzida pelo Decreto-Lei nº 2.323/87”, Revista da Associação Brasileira de Direito Financeira - ABDF, 1988.
- “A Reforma Tributária”, in volume de estudos em homenagem ao Dr. Gilberto Ulhôa Canto, Ed. Resenha Tributária, 1997.
- “Violações aos Direitos e Garantias Individuais em Matéria Fiscal", Editora Renovar, 1998.
- “Lei Sarney: Marco na Cultura Brasileira in Sarney: O outro lado da História, coordenação Oliveira Bastos” - Nova Fronteira, 2001.
- “O Cavalo de Troia Digital: A Quarta Revolução Industrial” - FGV Editora, 2021.
- “O Caballo de Troya Digital: La Cuarta Revolución Industrial” - Edicions de La Universitat de Lleida, 2023.
- “Processo versus Justiça” - FGV Editora, 2024.

## Obras literárias
- “O Segredo da Lua quem sabe é o clarão do Sol” - Editora Catedral, 1975.
- “Arco da Manhã” - Massao Ohno Editor, 1992.
- “A Flauta Vertebral” - Editora Rocco, 1999.
- “Cidade de Deus” - Editora Rocco, 2001.
- “O Alfabeto da Devassa” - Editora Rocco, 2005.
- “Com o Suor na Alma” - Editora Topbooks, 2011.
- “Sim” - Editora Bem-Te-Vi, 2016.
- “Rio 80 graus” - Editora 7 Letras, 2018.
- “Poesia Reunida” - Editora 7 Letras, 2020.

## Ensaios
- “O Tributo do Tempo” - Editora Record, 1997.
- “A Nova Peste e outros ensaios” - Editora Record, 2013.[1]
- “Não podemos esquecer”  Reflexões sobre o racismo no Brasil in Trieb, Sociedade Brasileira de Psicanálise do Rio de Janeiro, 2017.